# 陸慧曉
陸 慧曉（りく けいぎょう、439年 - 500年）は、南朝宋から斉にかけての官僚。字は叔明。本貫は呉郡呉県。高祖父は陸玩。曾祖父は陸始。祖父は陸万載。父は陸子真。

## 経歴
陸子真の子として生まれた。会稽郡太守の張暢に幼くして見出され、「江東の裴・楽（裴頠・楽広）なり」と評された。州郡の召辟に応じて、秀才に挙げられ、衛尉史となり、諸府の行参軍を歴任した。老齢の母を養うため家に帰り、十数年にわたって官に仕えなかった。蕭道成が政権を掌握して宋の順帝を輔弼すると、慧曉は尚書殿中郎に任じられた。一族が祝いを述べにやってくると、慧曉は酒を掲げて「陸慧曉めは年30を越えて、妻の父に引き立てられて、始めて尚書郎になった。卿らがまた祝うようなことか」と言った。蕭道成が奢侈を禁じる上表をおこなったとき、順帝の答詔の草案を慧曉が書いた。そのことについて蕭道成の賞賛を受けて、慧曉は太傅東閤祭酒として召された。
建元元年（479年）、斉が建国されると、太子洗馬となった。建元3年（481年）、武陵王蕭曄が会稽郡太守となると、慧曉はその下で征虜功曹となった。何点が豫章王蕭嶷に推薦したため、慧曉は蕭嶷の下で司空掾に任じられた。永明元年（483年）、長沙王蕭晃の下で鎮軍諮議参軍となった。安陸侯蕭緬が呉郡太守となると、慧曉はその下で諮議参軍となった。永明2年（484年）、始興王蕭鑑の下で前将軍安西諮議となり、冠軍録事参軍を兼ねた。司徒従事中郎に転じ、右長史となった。竟陵王蕭子良の下で西邸の書記をつとめた。
永明8年（490年）、西陽王蕭子明の下で征虜長史となった。巴陵王蕭子倫の下で後軍長史となった。永明10年（492年）、臨汝公蕭昭文の下で輔国長史となり、南豫州の事務を代行した。再び西陽王蕭子明の下で左軍長史となり、会稽郡丞を兼ね、会稽郡の事務を代行した。隆昌元年（494年）、晋熙王蕭銶の下で冠軍長史・江夏内史となり、郢州の事務を代行した。
同年（建武元年）、西中郎長史に任じられた。まもなく黄門郎として召還され、受けないうちに吏部郎に転じた。明帝は慧曉を侍中として任用しようとしたが、体型が小さかったために取りやめられた。建武2年（495年）、慧曉は晋安王蕭宝義の下で輔国将軍・鎮北司馬となった。永泰元年（498年）、征北長史・東海郡太守に任じられ、南徐州の事務を代行した。入朝して五兵尚書となり、揚州の事務を代行した。永元2年（500年）、右軍将軍の号を受け、監南徐州として出向した。6月、持節・都督南兗兗徐青冀五州諸軍事・輔国将軍・南兗州刺史に任じられた。赴任してまもなく、病のため辞職して帰り、死去した。享年は62。太常の位を追贈された。

## 子女
- 陸僚（西昌侯長史、蜀郡太守）
- 陸任（御史中丞）
- 陸倕（字は佐公、南朝梁の太常卿）

## 伝記資料
- 『南斉書』巻46 列伝第27
- 『南史』巻48 列伝第38